# Fenoprop
Fenoprop ist ein Pflanzenschutzmittel-Wirkstoff aus der Gruppe der chlorierten Carbonsäuren bzw. Phenoxypropionsäuren. Es gibt zwei Isomere, die (R)-Form und die (S)-Form. Fenoprop ist ein 1:1-Gemisch (Racemat) von (R)-Form und (S)-Form.

## Gewinnung und Darstellung
Fenoprop kann durch Reaktion von 2,4,5-Trichlorphenol mit Natrium-α-chlorpropionat gewonnen werden.
Ebenfalls möglich ist die Darstellung aus Propionsäure und Phenol die jeweils mit Chlor zu 2-Chlorpropionsäure und 2,4-Dichlorphenol reagieren, welche zu Fenoprop umgesetzt werden.

## Eigenschaften
Fenoprop ist ein farbloser Feststoff. Er zersetzt sich bei Erhitzung.

## Verwendung
Fenoprop und seine Derivate wurden als Herbizid und Wachstumsregulator verwendet. Sein Einsatz ist seit 1985 in den USA verboten. In der Bundesrepublik war es zwischen 1971 und 1974 zugelassen. Die Wirkung als Pflanzenwachstumsregulator von Salzen der Verbindung wurde 1945 erstmals publiziert und 1953 brachte Dow Chemical einen Ester der Verbindung auf den Markt.

## Zulassung
In den Staaten der EU und in der Schweiz sind keine Pflanzenschutzmittel mit diesem Wirkstoff zugelassen.

## Abgeleitete Verbindungen
In Klammern jeweils die CAS-Nummer.
- Fenoprop-butometyl (2317-24-0)
- Fenoprop-butotyl (19398-13-1)
- Fenoprop-3-butoxypropyl (25537-26-2)
- Fenoprop-butyl (13557-98-7)
- Fenoprop-isoctyl (32534-95-5)
- Fenoprop-methyl (4841-20-7)
- Fenoprop-Kalium (2818-16-8)